# Јадранка Антић

Јадранка Антић Вељковић (9. јануар 1953) је бивша српска и југословенска рукометашица. Са репрезентацијом Југославије освојила је златну медаљу на Светском првенству 1973. године, и сребрну на Светском првенству 1971. године. Играла је још на два Светска првенства, 1975. године и 1978. године. У клупској каријери играла је за Раднички из Београда. Носилац је националног признања Републике Србије.